# The Great American Bash 2006
The Great American Bash 2006 was een professioneel worstel-pay-per-view (PPV) evenement dat geproduceerd werd door de World Wrestling Entertainment (WWE). Dit evenement was de derde editie van The Great American Bash en vond plaats in de Conseco Fieldhouse in Indianapolis, Indiana op 23 juli 2006.
De belangrijkste wedstrijd was de wedstrijd tussen de kampioen Rey Mysterio en King Booker voor het World Heavyweight Championship.

## Matchen
| Nr.                                                                          | Match | Winnaar(s)                           |
| ---------------------------------------------------------------------------- | --- | ------------------------------------ |
| -                                                                            | Simon Dean vs. Funaki in een een-op-een match                                                                                             | Funaki                               |
| 1                                                                            | Paul London en Brian Kendrick (c) vs. The Pit Bulls (Jamie Noble & Kid Kash) (c) in een tag team match voor het WWE Tag Team Championship | Paul London & Brian Kendrick (c)     |
| 2                                                                            | Finlay (c) vs. William Regal in een een-op-een match voor het WWE United States Championship                                              | Finlay (c)                           |
| 3                                                                            | Gregory Helms vs. Matt Hardy in een een-op-een match                                                                                      | Gregory Helms                        |
| 4                                                                            | Big Show vs. The Undertaker in een Punjabi Prison match                                                                                   | The Undertaker                       |
| 5                                                                            | Kristal Marshall vs. Jillian Hall vs. Ashley Massaro vs. Michelle McCool in een Fatal Four-Way Bra and Panties match                      | Ashley Massaro                       |
| 6                                                                            | Batista vs. Mr. Kennedy in een een-op-een match                                                                                           | Mr. Kennedy; diskwalificatie Batista |
| 7                                                                            | Rey Mysterio (c) vs. King Booker in een een-op-een match voor het World Heavyweight Championship                                          | King Booker (nc)                     |
| (c) huidige kampioen voor en na de match \| (nc) nieuwe kampioen na de match | |                                      |